# ニック・ラシェイ

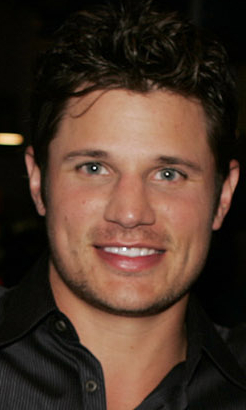
ニック・ラシェイ

ニック・ラシェイ（Nick Lachey、1973年11月9日 - ）は、アメリカ・ケンタッキー州出身の歌手、司会者。本名はニコラス・スコット・ラシェイ（Nicholas Scott Lachey）。
1990年代半ばからボーイズグループ、ナインティーエイト・ディグリーズのメンバーの一員として活動。グループの活動と並行してリアリティ番組の司会者としても活動している。

## 略歴

### ナインティーエイト・ディグリーズ時代
ナインティーエイト・ディグリーズ（98°）は、ニック・ラシェイ、ジェフ・ティモンズ、ジャスティン・ディフレ、そして弟のドリュー・ラシェイの4人組。いままでに計4枚のスタジオ・アルバムをリリースしている。デビュー・アルバム『98゜』はあまりヒットせず、セカンド・アルバムの『98°アンド・ライジング』が彼らの初のヒット・アルバムといえる。それから、クリスマス・アルバム『ディス・クリスマス』と『レヴェレーション』をリリース。このアルバムからナインティーエイト・ディグリーズは活動を休止した。これまで1000万枚以上のレコードを売り上げた。2006年になり、ニックとジェフはそれぞれのセカンド・アルバムがリリースされたらナインティーエイト・ディグリーズとしてまた4人で次のアルバムに向けて活動を再開すると発表した（ニックはもうすでにソロ・セカンド・アルバムをリリースしているので事実上、ジェフの次のリリース待ちである）。

### ソロ活動

#### アルバム『Soul0』
ニックの初ソロ・アルバム『Soul0』は2003年11月にリリースされ、ヒットした。このアルバムからは「This I Swear」「Shut Up」の2曲がシングルとして発売された。特に「This I Swear」は番組『ニューリーウェッズ 新婚アイドル:ニックとジェシカ』のテーマ曲に使われた。

#### アルバム『ワッツ・レフト・オブ・ミー』
ジェシカ・シンプソンとの離婚後、ニックはすぐにスタジオに戻り、セカンド・アルバムの製作にとりかかる。2006年9月にはアルバム『ワッツ・レフト・オブ・ミー』をリリース。また、このアルバムからニックはレコード会社をジャイヴ・レコードに変えている。（その前はモータウン、ユニバーサルと契約していた。）このアルバムからのファースト・シングル「What's Left of Me」は大ヒット。ビルボードチャートで6位を記録した。アルバム自身は2位を記録した。2006年6月にはこのアルバムはゴールド・レコードと認定される。シングル「What's Left Of Me」の発売後、メディアは同曲の歌詞をジェシカとの離婚の思いをつづったものではないかという憶測がながれた（ニックがこの曲の歌詞を作成しており、後にこの歌詞は「離婚した次の日に書いた」と公にした）。またこの曲のミュージック・ビデオは「カップルの最後の日」をテーマに作られている（ニックとジェシカの役を演じるヴァネッサ・ミニーロ（MTV司会者）が喧嘩をし、部屋にあるものが消えていき、最後にはジェシカも消えてしまうという内容）。セカンド・シングルに「I Can't Hate You Anymore」をリリース。2006年7月26日にはMTV、IRL両テレビ局でミュージック・ビデオが公開され、チャート4位を記録した。

#### 以降の活動
映画『For One More Day』の主題歌「Ordinary Day」をレコーディングし、2007年12月5日に発表。同月18日にiTunesより発売を開始した。
2008年4月には新曲「All In My Head」「It's Like」「Only Good With You」「All In My Head」が2008年8月からラジオや公式ホームページで公開され、3枚目のソロ・アルバムが2009年に発売予定されていた。題名は『Coming Up For Air』。
2008年12月にはテイク・ザットのヒット曲「ペイシェンス」をカバーした。
2014年1月16日、3月から『ビッグ・モーニング・バズ・ライヴ』の司会を務めることが発表された.。
2019年にはニコロデオンの音楽コンクール番組『アメリカズ・モスト・ミュージカル・ファミリー』の司会を務める which premiered on November 1, 2019.。
2020年以降はNetflixのリアリティ番組『Love Is Blind』や『The Ultimatum: Marry or Move On』に妻のヴァネッサとともに司会で出演。単独でも『パーフェクト・マッチ』の司会を務めている。
2021年、アメリカ版『ザ・マスクド・シンガー』にピグレットとして出場し、優勝を果たした。

## 私生活
ニックは2002年10月に歌手のジェシカ・シンプソンと結婚。結婚まで4年間付き合っており、5ヶ月の「別れ」を経験した後の結婚となった。2003年8月からMTVでリアリティ番組『ニューリーウェッズ 新婚アイドル:ニックとジェシカ』が放送開始。たちまち大ヒットのテレビ番組となる。番組の内容はまさにニックとジェシカの結婚生活そのままをテレビに映したもの。特に、ジェシカの「シーチキンは魚? それとも鶏肉?」、「花瓶に水が入っているなんてしらなかった」や「バッファロー（牛）に羽はついているのね」などのコメントの対応に困るニックなどは見物。2005年まで3シーズンに渡って放送。
2006年から2009年6月まで「ワッツ・レフト・オブ・ミー」のMVで共演したヴァネッサ・ミニーロと交際。一度、破局するも同年10月に復縁。
2010年11月にヴァネッサと婚約。2011年7月15日に結婚。
2012年12月、長男カムデン（Camden）誕生。
2015年1月5日、女児ブルックリン（Brooklyn）誕生。
2016年、第三子となる男児フェニックス (Phoenix)が誕生。

## 受賞歴
- 10代が選ぶベスト・ラブソング賞 - What's Left Of Me（2006年8月20日）
- 10代が選ぶレッド・カーペットが似合う人賞（2006年8月20日）
- MTV ビデオ・ミュージック・アウォーズ - 男性ベストビデオ:What's Left Of Me（ノミネート）
- アメリカン・ミュージック・ビデオ・アウォーズ - お気に入り男性アーティスト（ノミネート）

## ディスコグラフィ

### スタジオ・アルバム
- 『SoulO』 - SoulO (2003年)
- 『ワッツ・レフト・オブ・ミー』 - What's Left of Me (2006年)
- A Father's Lullaby (2013年)
- Soundtrack of My Life (2014年)